# Священническое братство святого Иоанна Марии Вианнея
Священническое братство святого Иоанна Марии Вианнея (FSSJV) — объединение католических священнослужителей, которое придерживалось традиционной литургической практики. Члены братства не признавали решения II Ватиканского Собора. Священники этого братства окормляли верующих, проживавших в основном на территории епархии Кампуса в Бразилии. Братство святого Иоанна Марии Вианнея существовало с 1982—2002 гг. В 2002 году Святым Престолом была создана Персональная апостольская администратура, в которую вошло братство и верующие, придерживавшиеся традиционной литургии.

## История
Священническое братство святого Иоанна Марии Вианнея было создано в 1982 году епископом Кампуса Антониу де Кастро Майером. В 1983 году братством была создана семинария для подготовки будущих традиционных католических священников. В 1988 году епископ Антониу де Кастро Майер был отлучён от Католической церкви за участие в рукоположении четырёх епископов Священнического братства святого Пия X без разрешения Святого Престола.
В 1991 году, после смерти епископа Антониу де Кастро Майера, его преемником стал священник Личинио Рангел, который был рукоположён в епископа без благословения Ватикана тремя епископами братства святого Пия X.
В 2000 году, во время Юбилейного года, группа священников из Священнического братства святого Иоанна Марии Вианнея совершили паломничество в Рим, где их принял президент папской комиссии Ecclesia Dei кардинал Дарио Кастрильон Ойос.
15 августа 2001 года епископ Личинио Рангел обратился от имени братства к Святому Престолу с просьбой принять это братство в общение с Католической церковью. Братство выпустило совместный документ «Ответы на 48 вопросов нашего признания Святого Престола», в котором они объясняют свои расхождения со Священническим братством святого Пия X.
25 декабря 2001 года с епископа Личинио Рангела было снято отлучение от церкви.
18 января 2002 года священническое братство святого Иоанна Марии Вианнея было распущено и вместо него Святой Престол образовал для священников и верующих, придерживающихся Тридентской мессы и проживающих на территории епархии Кампуса, Персональную апостольскую администратуру святого Иоанна Марии Вианнея.

## Источник
- Письмо Иоанна Павла II к Личинио Рангелу  (пол.)